# Mortefontaine-en-Thelle
Mortefontaine-en-Thelle – miejscowość i gmina we Francji, w regionie Hauts-de-France, w departamencie Oise, regionie naturalnym Pays de Thelle.
Według danych na rok 1990 gminę zamieszkiwało 518 osób, a gęstość zaludnienia wynosiła 86 osób/km² (wśród 2293 gmin Pikardii Mortefontaine-en-Thelle plasuje się na 521. miejscu pod względem liczby ludności, natomiast pod względem powierzchni na miejscu 782.).

## Zabytki
Kościół Notre-Dame w stylu gotyckim z XVI wieku, jego nawa oraz przypory są wykonane z cegieł, natomiast chór z białego i czarnego krzemienia. 
Kaplica Saint Méen znajdująca się na cmentarzu.

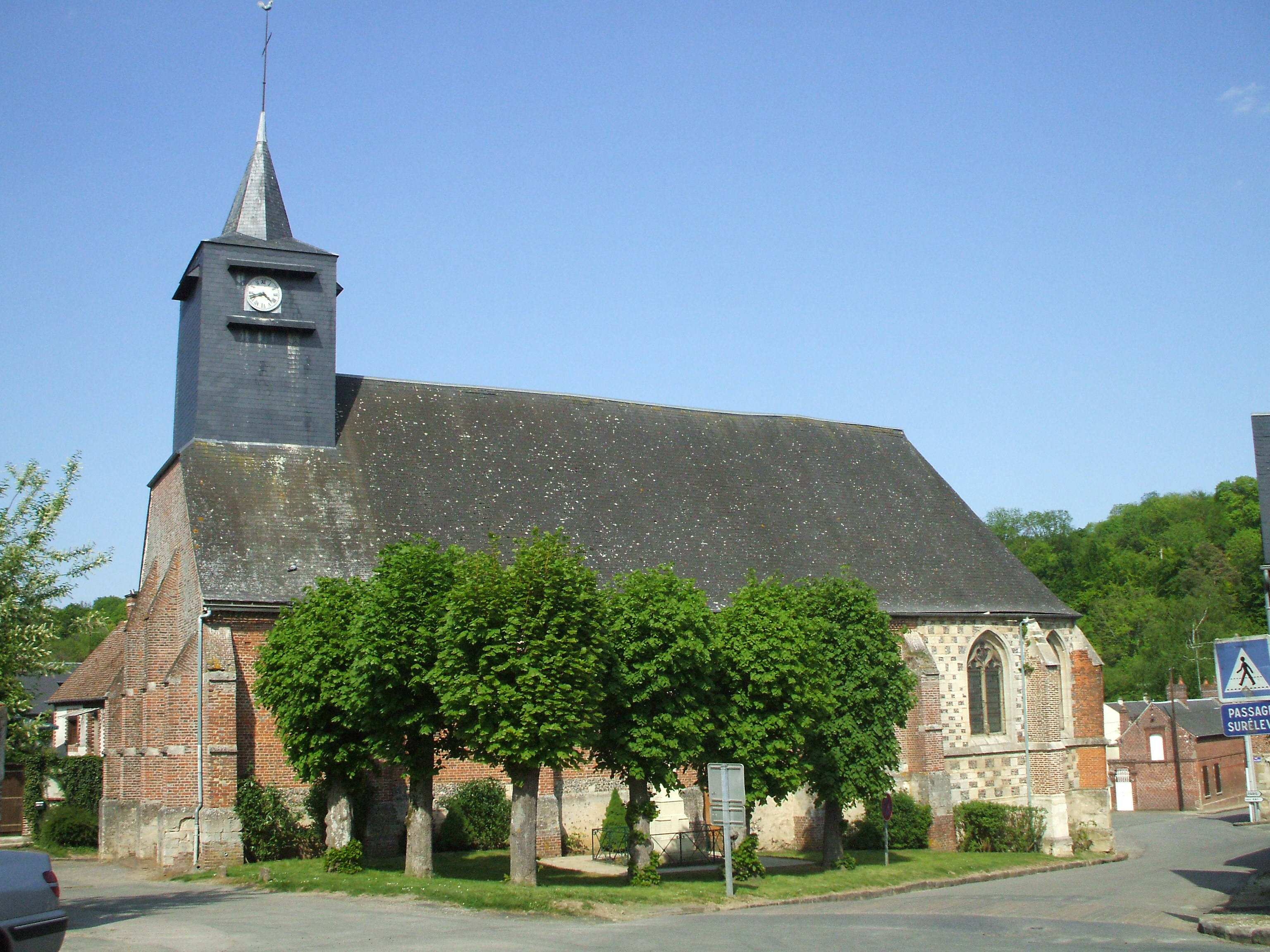
Kościół Notre-Dame w Mortefontaine-en-Thelle

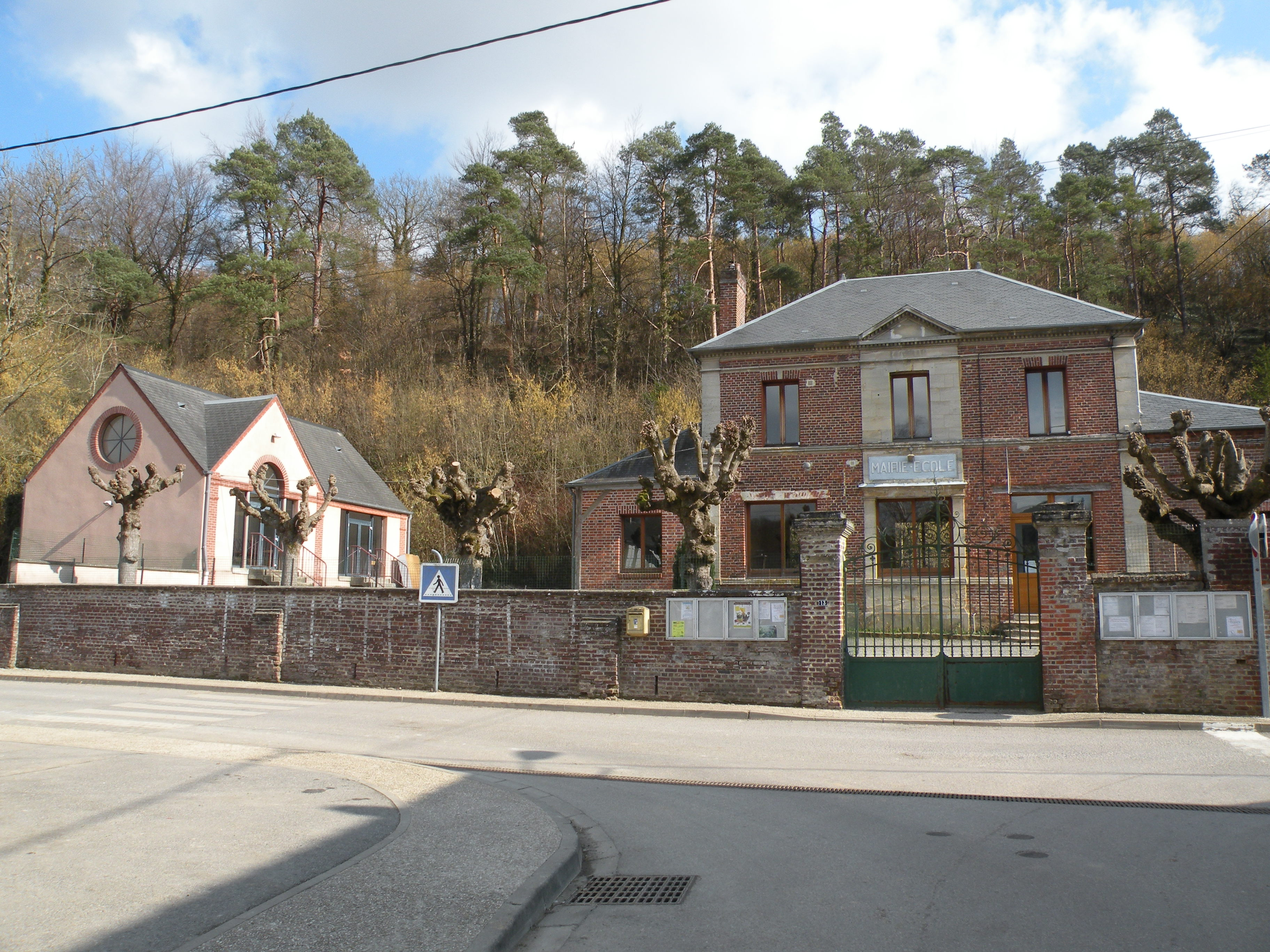
Merostwo w Mortefontaine-en-Thelle